# Schloss Unterknöringen

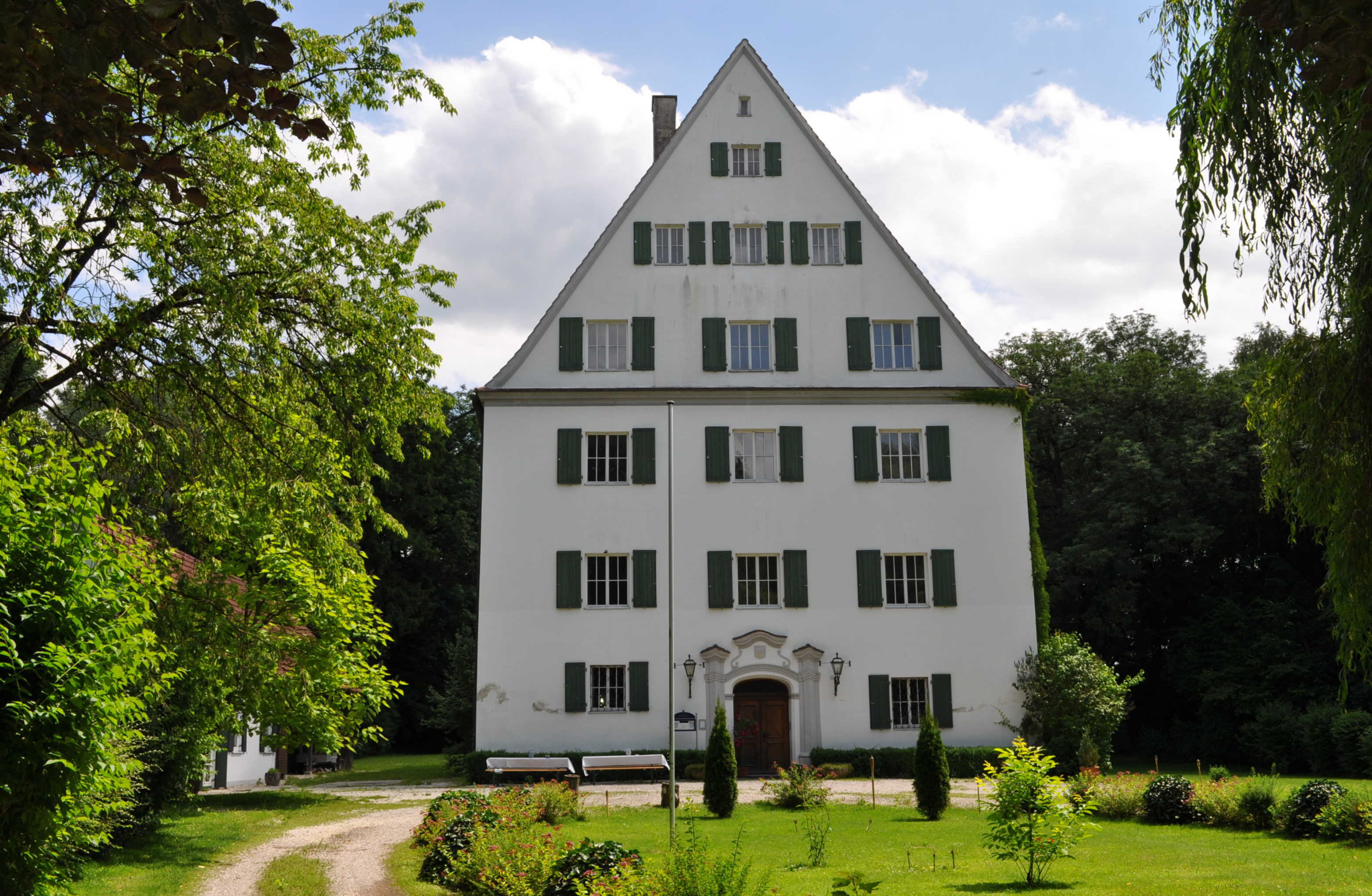
Vorderfront des Schlosses

Das Schloss Unterknöringen liegt in Unterknöringen, einem Ortsteil der Stadt Burgau im schwäbischen Landkreis Günzburg.

## Geschichte
Die erste Erwähnung des Wasserschlosses Knöringen als königliches Lehen findet sich im Jahre 1146. Seit 1197 sind die Herrn von Knöringen in Unterknöringen bezeugt, die bis ins 15. Jahrhundert im Ort ansässig waren. Nach 1671 unterstand der Ort dem Reichsstift Wettenhausen. Im Jahr 1750 erwarb Johann Anton von Freyberg-Eisenberg Unterknöringen und das Schloss, das noch heute im Besitz der freiherrlichen Familie ist. Im Jahre 1994 brannte die alte Remise ab und wurde im alten Stil neu aufgebaut. 2003 wurden Schloss mit Remise und Park einer aufwändigen Renovierung unterzogen.

## Bau
Das Schloss ist ein rechteckiger dreistöckiger Satteldachbau mit giebelseitigem Haupteingang, in der Längsachse gelegener Eingangshalle und seitlich verlagertem Treppenaufgang. Es ist von einem großen Park umgeben, in dessen westlichem Teil ein Teich liegt.